# Записки об Александрийской войне
«Записки об Александрийской войне» (лат. Commentarii de Bello Alexandrino; кратко — Bellum Alexandrinum) — сочинение, описывающее один из этапов гражданской войны 49—45 годов до н. э. (сентябрь 48 — август 47 года до н. э.), написанное Гаем Оппием. Является непосредственным продолжением «Записок о Галльской войне» и «Записок о Гражданской войне» Цезаря. Сочинение состоит из 78 глав и посвящено не только войне в Египте, но также и происходившим в это время военным действиям в Иллирии, Испании и Малой Азии.

## Авторство
Несмотря на то, что сочинение приписывалось Цезарю и распространялось вместе с его собственными работами о галльской и гражданской войнах, авторство диктатора подвергалось сомнению ещё в античную эпоху. Светоний в начале II века н. э. писал:
«Он [Цезарь] оставил и „Записки“ о своих действиях в галльскую войну и в гражданскую войну с Помпеем. Кому принадлежат записки об александрийской, африканской и испанской войнах, неизвестно: одни называют Оппия, другие — Гирция, который дописал также последнюю книгу „Галльской войны“, не завершённую Цезарем» (Божественный Юлий, 56; перевод М. Л. Гаспарова).
Поскольку какие-либо сочинения Гая Оппия не сохранились, невозможно проверить античную версию о его авторстве. Напротив, достоверно известно, что Авл Гирций написал восьмую книгу «Записок о Галльской войне» (см. цитату выше). Тем не менее, установить принадлежность ему «Записок об Александрийской войне» проблематично. В. С. Дуров, например, поддерживает авторство Гирция, основываясь на значительном сходстве стиля этой работы с восьмой книгой «Записок о Галльской войне». М. Е. Грабарь-Пассек признаёт автора этой работы неизвестным, хотя и упоминает о Гирции как о возможном авторе, одновременно указывая на обилие подробностей, выдающих очевидца похода. М. Альбрехт отмечает, что Гирция не было в Александрии в разгар войны, что делает маловероятным его авторство — слишком много в сочинении личных наблюдений. Немецкий исследователь также обнаруживает различия между стилем восьмой книги «Записок о Галльской войне» и сочинений Цезаря в целом, и языком «Записок об Александрийской войне»: манера повествования более оживлённая, присутствует украшение речи с помощью обычных риторических приёмов и философских сентенций, встречаются личные размышления автора.

## Содержание
Вступление к произведению отсутствует. Приготовления сторон (1-4); египтяне закачивают в подземные каналы с пресной водой солёную морскую воду, надеясь лишить отряды Цезаря самого необходимого (5-7); Цезарь приказывает своим солдатам вырыть колодцы (8-9); Цезарь совершает вылазку на кораблях, морская битва с египтянами (10-11); египтяне начинают сбор флота (12-13); морская битва у берегов Александрии (14-16); римляне занимают остров Фарос (17-19); стихийная битва на плотине и бегство римлян (20-21); пассаж о нравах египтян, Цезарь отпускает Птолемея XIII, который немедленно его предаёт (22-24); новая морская битва (25); Митридат Пергамский приходит с подкреплением для Цезаря в Египет (26-27); Цезарь атакует лагерь египтян и обращает их в бегство, гибель Птолемея XIII (28-31); Цезарь захватывает Александрию и оставляет трон Птолемею XIV и Клеопатре (32-33); переговоры и война понтийского царя Фарнака II против Гнея Домиция Кальвина (34-41); военные действия в Иллирии (42-47); в Дальней Испании наместник Квинт Кассий Лонгин своими действиями заслуживает всеобщую ненависть в провинции, переживает покушение и мятеж легиона (48-64); армия Цезаря приходит в Малую Азию и разбивает Фарнака (65-78).